# 三十四丁目の奇蹟
『三十四丁目の奇蹟』（さんじゅうよんちょうめのきせき、Miracle on 34th Street）は、1947年のアメリカ合衆国のクリスマス映画。監督はジョージ・シートン、出演はモーリン・オハラとエドマンド・グウェンなど。『34丁目の奇蹟』『三十四丁目の奇跡』のタイトルでビデオ発売されたことがある。後に4回リメイクされている（「リメイク」の項を参照）。
本作はモノクロ映画だが、2006年に『三十四丁目の奇蹟 スペシャル・カラー・バージョン』としてカラーライズされた。20世紀フォックス正規盤DVDにはモノクロのオリジナル版とカラーライズされたカラー版の2種類が収録されている。

## ストーリー
舞台はニューヨーク。マンハッタン34丁目のスクェアに実在するメイシーズの旗艦店。クリスマス商戦の開始を告げる仮装パレードの準備中に酔いつぶれたサンタ役を叱りつけた老人（エドマンド・グウェン）は人事係のドリスの判断で代役をつとめる。パレードは成功、ユーモアと思いやりを備えて芸達者な彼はおもちゃ売り場で子どもたちの人気者になりデパートもクリス人気に便乗する。
しかし、ドリスとの面接の際にサンタクロースの別名クリス・クリングルを名乗り自分を本当にサンタだとする彼は妄想癖があると見做されてしまう。そこでメイシーズ専属のカウンセラーであるソーヤーに彼を診させた結果、異常は無かったが、ソーヤーは妻と不仲でそのことを診察中に彼に指摘され苛立ち、彼に異常があると偽りの報告をし、今すぐに精神病棟に入れた方が良いと進言した。だが、クリスが入所している老人ホームの医師のピアースは彼には異常が無いとして精神病棟に入れる必要は無いという。その直後にメイシーズで働いている若い従業員のアルフレッドが子供たちに親切過ぎることを理由に、ソーヤーがアルフレッドに精神障害であると発言したことをクリスは知り、憤った彼はソーヤーを非難し、杖でソーヤーの頭を叩いてしまう。そして、ソーヤーの企みで彼は精神病棟に閉じ込められる。過去の痛みからサンタクロースを信じられないドリスと彼女の心を知る健気な娘スーザンは、老人が2人にとってかけがえのない存在だったことを知る。クリスにとってもスーザンがサンタクロースを信じてくれることが何よりの望みだった。
ドリスの隣人でドリスに好意を持っている弁護士のフレッド（ジョン・ペイン）はクリスの弁護を買って出て裁判が開かれる。事件はクリスが精神的に正常かどうかで争われる。正直な老人を助けたいニューヨークの人達は街角の店先やアパートのベランダで「私はサンタクロースを信じます」というオピニオンボードを掲げ始めるが、裁判は不利なまま進行する。法を曲げられない判事のハーパー（ジーン・ロックハート）は「奇蹟が起こらない限り」老人を助けられないだろうと密かにフレッドに伝える。そして結審の日を迎える。
結審の日、フレッドは、郵政公社は誤配を行わないこと、そしてサンタクロース宛の手紙が現にクリスに届けられていることを根拠に、サンタクロースの実在を主張する。物的証拠の提出を求める判事のハーパーに、フレッドが何万通ものサンタ宛の手紙を証拠として提出したことで、ハーパーはサンタクロースの存在を認め、クリスは放免された。クリスはドリスに、スーザンの手紙に勇気付けられたことを伝える。ドリスはクリスをクリスマス・イヴの食事に招待するが、クリスはサンタとしての仕事が待っていることを理由に断る。
明くる日、クリスに招待されたドリスとスーザンは、クリスのホームパーティーを訪れる。自分が頼んだプレゼントが無いことにショックを受けたスーザンは、やはりクリスは本物のサンタではなかったと失望してしまう。ドリスはスーザンに、思い通りにいかなくても相手を信じることが大切であることを教える。スーザンとドリスは、迎えに来たフレッドと共にクリスに教えられた裏道を利用して帰る。その途中、スーザンが見かけたのはスーザンがクリスマスプレゼントに願っていた理想の一軒家で、それは売りに出されていた。狂喜乱舞するスーザン、そしてフレッドとドリスは2人でこの家を買い取ること、そして結婚を誓い合う。暖炉のそばには、クリスの杖が置いたままにされていた。

## キャスト
| 役名                       | 俳優                     | 日本語吹替 | 日本語吹替                 | 日本語吹替                                                |
| 役名                       | 俳優                     | TVK版      | ？テレビ版                 | PDDVD版                                                   |
| -------------------------- | ------------------------ | ---------- | -------------------------- | --------------------------------------------------------- |
| ドリス・ウォーカー         | モーリン・オハラ         | 佐原妙子   | 武藤礼子                   | 斎藤恵理                                                  |
| フレッド・ゲーリー         | ジョン・ペイン           | 青野武     | 吉水慶                     | 大塚智則                                                  |
| クリス・クリングル         | エドマンド・グウェン     |            | 川久保潔                   | 宝亀克寿                                                  |
| ヘンリー・ハーパー判事     | ジーン・ロックハート     |            | 石井敏郎                   | 三浦潤也                                                  |
| スーザン・ウォーカー       | ナタリー・ウッド         |            | 皆口裕子                   | 深森らえる                                                |
| グランヴィル・ソーヤー先生 | ポーター・ホール         |            | 梁田清之                   | 竹房敦司                                                  |
| チャーリー・ハロラン       | ウィリアム・フローリー   |            | 亀井三郎                   | 間宮康弘                                                  |
| トーマス・マーラ検事       | ジェローム・コーワン     |            | 仲木隆司                   | 小浅和大                                                  |
| ジュリアン・シェルハマー   | フィリップ・タング       |            | 仲木隆司                   | ヤスヒロ                                                  |
| 以下はノンクレジット       |                          |            |                            |                                                           |
| R・H・メイシー社長         | ハリー・アントリム       |            | 山野史人                   | 村松康雄                                                  |
| アルフレッド               | アルヴィン・グリーンマン |            | 大倉正章                   | 奈良徹                                                    |
| ピアース先生               | ジェームズ・シーイ       |            | 石井敏郎                   | 青山穣                                                    |
| レポーター                 | ジェフ・コーリー         |            |                            |                                                           |
| 郵便仕分け係               | ジャック・アルバートソン |            |                            |                                                           |
| その他                     | N/A                      |            | 浅井淑子 堀越真己 吉田美保 | 井口泰之 上城真 安芸此葉 七瀬みーな すぎもと恭子 渡邉絵理 |

- TVK版: 放送日・1975年12月25日 20:00-21:55
- ？テレビ版: 放送日、放送局不明。正規盤DVD・Blu-ray Discに収録（約92分）[3]

## スタッフ
- 監督・脚本: ジョージ・シートン
- 原案: ヴァレンタイン・デイヴィス（英語版）
- 製作: ウィリアム・パールバーグ（英語版）
- 音楽: シリル・J・モックリッジ（英語版）
- 音楽監督: アルフレッド・ニューマン
- 撮影: チャールズ・クラーク（ルンディ語版）、ロイド・エイハーン（英語版）
- 編集: ロバート・L・シンプソン（英語版）

### 日本語版
- 字幕翻訳: 月橋凌子（正規盤ソフト）[3]

| 吹替 | ？テレビ版           | PDDVD版                  |
| ---- | -------------------- | ------------------------ |
| 演出 | 長野武二郎           | 椿淳                     |
| 翻訳 | 宇津木道子           | 藤本美香                 |
| 調整 | 栗林秀年             | 遠西勝三                 |
| 制作 | ムービーテレビジョン | ミックエンターテイメント |

## 映画賞受賞・ノミネート
| 映画祭・賞           | 部門       | 候補                       | 結果       |
| -------------------- | ---------- | -------------------------- | ---------- |
| アカデミー賞         | 作品賞     |                            | ノミネート |
| アカデミー賞         | 助演男優賞 | エドマンド・グウェン       | 受賞       |
| アカデミー賞         | 脚色賞     | ジョージ・シートン         | 受賞       |
| アカデミー賞         | 原案賞     | ヴァレンタイン・デイヴィス | 受賞       |
| ゴールデングローブ賞 | 脚本賞     | ジョージ・シートン         | 受賞       |
| ゴールデングローブ賞 | 助演男優賞 | エドマンド・グウェン       | 受賞       |

## 作品の評価
Rotten Tomatoesによれば、47件の評論のうち、96%にあたる45件が高く評価しており、平均して10点満点中8.31点を得ている。
Metacriticによれば、10件の評論の全てが高く評価しており、平均して100点満点中88点を得ている。

## リメイク
アメリカでは本作の後に4回リメイクされ、1955年にトーマス・ミッチェル主演、1959年にエド・ウィン主演でテレビドラマとして放映された。また、1973年にデヴィッド・ハートマン、ロディ・マクドウォール、セバスチャン・キャボット、ジェームズ・グレゴリーらが出演したテレビ映画が放映された。
そして1994年にジョン・ヒューズ製作・脚本、 リチャード・アッテンボロー主演で映画としてリメイクされた。
日本では『34丁目の奇跡』というタイトルで公開された。